# Mulloidichthys flavolineatus

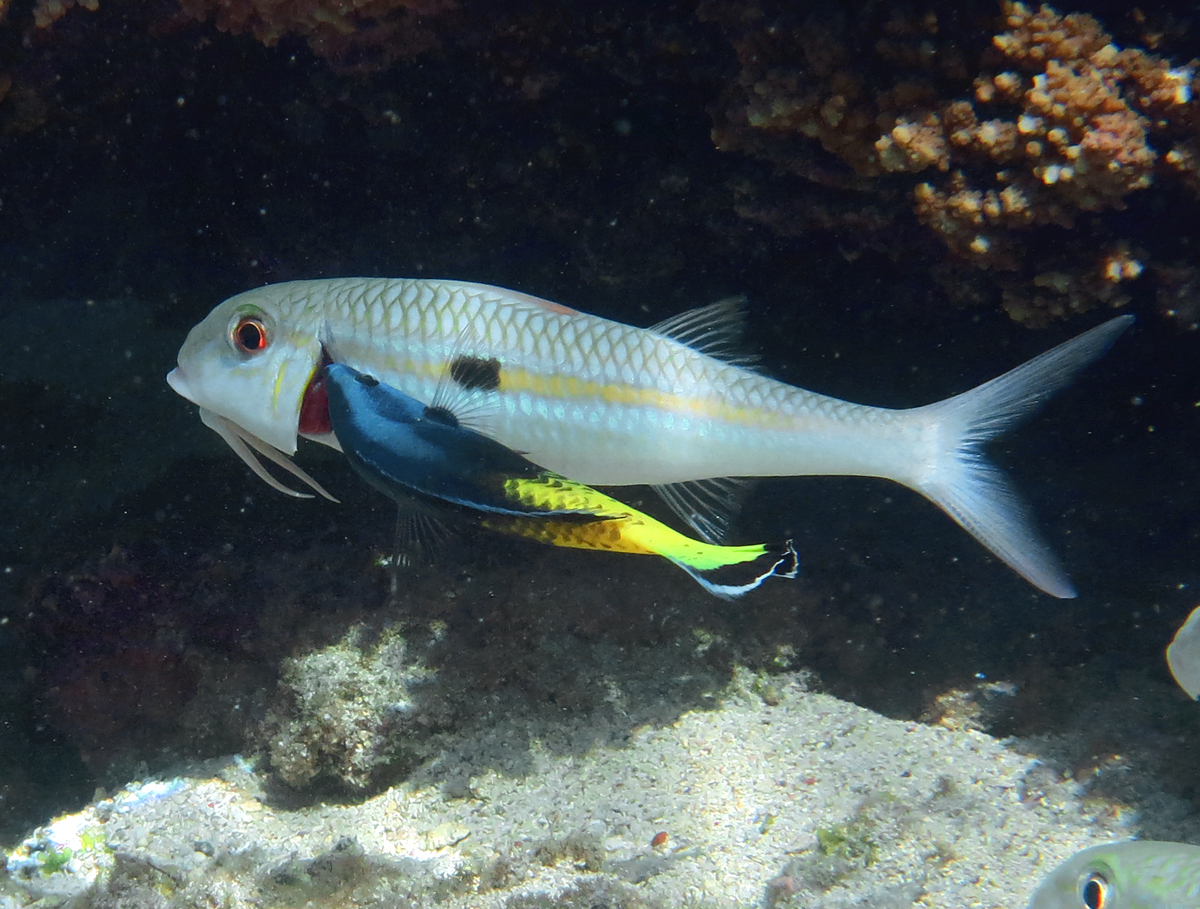
Mulloidichthys flavolineatus та Labroides bicolor

Mulloidichthys flavolineatus (Lacépède, 1 801) – вид риб, що належить до родини барабулевих і поширений в тропічних районах Індо-Тихоокеанської області.

## Поширення та середовище існування
Ареалом проживання Mulloidichthys flavolineatus є коралові рифи Тихого океану, Індійського океану та Червоного моря. Надає перевагу районам із піщаним дном, глибиною близько 76 м. Цей вид є доволі поширеним.

## Опис
У риб цього виду тіло злегка звужене на животі, окремі особини можуть досягати 43 см у довжину, хоча зазвичай вони не перевищують 25 см. Забарвлення досить мінливе, але з боків є горизонтальна жовта лінія, яка перетинає все тіло й переривається  овальною чорною плямою. Хвостовий плавець жовтуватий і роздвоєний.

## Біологія

### Поведінка
Mulloidichthys flavolineatus може утворювати великі зграї.

### Харчування
Mulloidichthys flavolineatus харчується рибою меншого розміру та безхребетними,  зокрема двостулковими молюстками і черевоногими, червами ( Sabella ), морськими їжаками та ракоподібними особливо креветками .

### Хижаки
Риби Mulloidichthys flavolineatus часто є здобиччю мурен виду Gymnothorax flavimarginatus.

## Таксономія
Mulloidichthys flavolineatus – типовий вид роду дрібнозубих барабуль (Mulloidichthys) .

## Риболовля
В ареалі проживання ловиться досить часто.